# Liquigas-Cannondale/Saison 2012
Dieser Artikel listet Erfolge und Fahrer des Radsportteams Liquigas-Cannondale in der Saison 2012 auf.

## Erfolge in der UCI World Tour
| Datum       | Rennen                          | Sieger          |
| ----------- | ------------------------------- | --------------- |
| 10. März    | 4. Etappe Tirreno–Adriatico     | Peter Sagan     |
| 11. März    | 5. Etappe Tirreno–Adriatico     | Vincenzo Nibali |
| 7.–13. März | Gesamtwertung Tirreno–Adriatico | Vincenzo Nibali |
| 9. Juni     | 1. Etappe Tour de Suisse        | Peter Sagan     |
| 11. Juni    | 3. Etappe Tour de Suisse        | Peter Sagan     |
| 12. Juni    | 4. Etappe Tour de Suisse        | Peter Sagan     |
| 14. Juni    | 6. Etappe Tour de Suisse        | Peter Sagan     |
| 1. Juli     | 1. Etappe Tour de Suisse        | Peter Sagan     |
| 3. Juli     | 3. Etappe Tour de Suisse        | Peter Sagan     |
| 6. Juli     | 6. Etappe Tour de Suisse        | Peter Sagan     |
| 10. Juli    | 1. Etappe Tour de Pologne       | Moreno Moser    |
| 15. Juli    | 6. Etappe Tour de Pologne       | Moreno Moser    |
| 9. Oktober  | 1. Etappe Tour of Beijing       | Elia Viviani    |

## Erfolge in der UCI America Tour
| Datum      | Rennen                                         | Kat. | Fahrer         |
| ---------- | ---------------------------------------------- | ---- | -------------- |
| 28. Januar | 6. Etappe Tour de San Luis                     | 2.1  | Elia Viviani   |
| 13. Mai    | 1. Etappe Tour of California                   | 2.HC | Peter Sagan    |
| 14. Mai    | 2. Etappe Tour of California                   | 2.HC | Peter Sagan    |
| 15. Mai    | 3. Etappe Tour of California                   | 2.HC | Peter Sagan    |
| 16. Mai    | 4. Etappe Tour of California                   | 2.HC | Peter Sagan    |
| 20. Mai    | 8. Etappe Tour of California                   | 2.HC | Peter Sagan    |
| 28. Mai    | US-amerikanische Meisterschaft – Straßenrennen | CN   | Timothy Duggan |

## Erfolge in der UCI Asia Tour
| Datum       | Rennen                 | Kat. | Fahrer          |
| ----------- | ---------------------- | ---- | --------------- |
| 15. Februar | 2. Etappe Tour of Oman | 2.HC | Peter Sagan     |
| 18. Februar | 5. Etappe Tour of Oman | 2.HC | Vincenzo Nibali |
| 21. Oktober | Japan Cup              | 1.HC | Ivan Basso      |

## Erfolge in der UCI Europe Tour
| Datum           | Rennen                                                | Kat. | Fahrer          |
| --------------- | ----------------------------------------------------- | ---- | --------------- |
| 4. Februar      | Gran Premio Costa degli Etruschi                      | 1.1  | Elia Viviani    |
| 11. Februar     | 1. Etappe Giro della Provincia di Reggio Calabria     | 2.1  | Elia Viviani    |
| 12. Februar     | 2. Etappe Giro della Provincia di Reggio Calabria     | 2.1  | Elia Viviani    |
| 11.–12. Februar | Gesamtwertung Giro della Provincia di Reggio Calabria | 2.1  | Elia Viviani    |
| 18. Februar     | Trofeo Laigueglia                                     | 1.1  | Moreno Moser    |
| 26. Februar     | Grand Prix di Lugano                                  | 1.1  | Eros Capecchi   |
| 21. März        | 2a. Etappe Settimana Internazionale                   | 2.1  | Elia Viviani    |
| 27. März        | 1. Etappe Driedaagse van De Panne-Koksijde            | 2.HC | Peter Sagan     |
| 1. Mai          | Rund um den Finanzplatz Eschborn-Frankfurt            | 1.HC | Moreno Moser    |
| 17. Juni        | 4. Etappe Tour of Slovenia (EZF)                      | 2.1  | Kristijan Koren |
| 21. Juni        | Polnische Meisterschaft – Einzelzeitfahren            | CN   | Maciej Bodnar   |
| 23. Juni        | Slowakische Meisterschaft – Straßenrennen             | CN   | Peter Sagan     |
| 6. September    | 4. Etappe Giro di Padania                             | 2.1  | Vincenzo Nibali |
| 3.–7. September | Gesamtwertung Giro di Padania                         | 2.1  | Vincenzo Nibali |

## Abgänge – Zugänge
| Zugänge            | Team 2011        | Abgänge            | Team 2012              |
| ------------------ | ---------------- | ------------------ | ---------------------- |
| Cayetano Sarmiento | Acqua & Sapone   | Davide Cimolai     | Lampre-ISD             |
| Federico Canuti    | Colnago-CSF Inox | Jacopo Guarnieri   | Astana Pro Team        |
| Daniele Ratto      | Geox-TMC         | Simone Ponzi       | Astana Pro Team        |
| Stefano Agostini   | Neoprofi         | Cameron Wurf       | Champion System        |
| Moreno Moser       | Neoprofi         | Mauro Finetto      | KM Bottecchia Pro Team |
|                    |                  | Francesco Bellotti | Karriereende           |

## Mannschaft
| Name                 | Geburtstag         | Nationalität       |              |
| -------------------- | ------------------ | ------------------ | ------------ |
| Valerio Agnoli       | 6. Januar 1985     | Italien            |              |
| Stefano Agostini     | 3. Januar 1989     | Italien            |              |
| Ivan Basso           | 26. November 1977  | Italien            |              |
| Maciej Bodnar        | 7. März 1985       | Polen              |              |
| Federico Canuti      | 30. August 1985    | Italien            |              |
| Eros Capecchi        | 13. Juni 1986      | Italien            |              |
| Damiano Caruso       | 12. Oktober 1987   | Italien            |              |
| Mauro Da Dalto       | 8. April 1981      | Italien            |              |
| Tiziano Dall’Antonia | 26. Juli 1983      | Italien            |              |
| Timothy Duggan       | 14. November 1982  | Vereinigte Staaten |              |
| Ted King             | 31. Januar 1983    | Vereinigte Staaten |              |
| Kristijan Koren      | 25. November 1986  | Slowenien          |              |
| Paolo Longo Borghini | 10. Dezember 1980  | Italien            |              |
| Alan Marangoni       | 16. Juli 1984      | Italien            |              |
| Moreno Moser         | 25. Dezember 1990  | Italien            |              |
| Dominik Nerz         | 25. August 1989    | Deutschland        |              |
| Vincenzo Nibali      | 14. November 1984  | Italien            |              |
| Daniel Oss           | 13. Januar 1987    | Italien            |              |
| Maciej Paterski      | 12. September 1986 | Polen              |              |
| Daniele Ratto        | 5. Oktober 1989    | Italien            |              |
| Fabio Sabatini       | 18. Februar 1985   | Italien            |              |
| Juraj Sagan          | 23. Dezember 1988  | Slowakei           |              |
| Peter Sagan          | 26. Januar 1990    | Slowakei           |              |
| Cristiano Salerno    | 18. Februar 1985   | Italien            |              |
| Cayetano Sarmiento   | 28. März 1987      | Kolumbien          |              |
| Sylwester Szmyd      | 2. März 1978       | Polen              |              |
| Alessandro Vanotti   | 16. September 1980 | Italien            |              |
| Elia Viviani         | 7. Februar 1989    | Italien            |              |
| Stagiaires           | Stagiaires         | Nationalität       | Nationalität |
| Daniele Aldegheri    | Daniele Aldegheri  | Italien            |              |
| Marco Benfatto       | Marco Benfatto     | Italien            |              |
| Matthias Krizek      | Matthias Krizek    | Österreich         |              |